# Княжиха (Тверська область)
Княжиха (рос. Княжиха) — село в Бежецькому районі Тверської області Російської Федерації.
Населення становить 82 особи. Входить до складу муніципального утворення Шишковське сільське поселення.

## Історія
Від 2005 року входить до складу муніципального утворення Шишковське сільське поселення.

## Населення
| 1859 | 1887 | 1989 | 1996 | 2002 | 2010 |
| ---- | ---- | ---- | ---- | ---- | ---- |
| 332  | ↗358 | ↘236 | ↘183 | ↘154 | ↘82  |